# Miss Allemagne
Pour les articles homonymes, voir Miss.

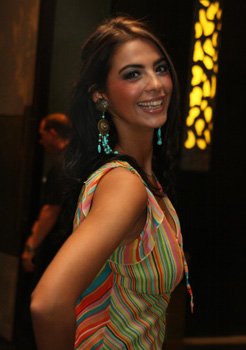
Janice Behrendt, Miss Deutschland 2008.

Miss Allemagne est un titre générique de concours de beauté national organisé en Allemagne, cependant le titre exact Miss Allemagne n'existe pas. En effet, il existe plusieurs titres en Allemagne accordés lors de concours de beauté depuis 1927 à des jeunes femmes célibataires.
Parmi ces concours, on trouve entre autres Miss Germany et Miss Deutschland, présentés par des organisations concurrentes.
Pour la première fois en 2020, le concours a permis aux femmes mariées, aux mères et aux femmes enceintes de participer. Le concours a également élargi la tranche d'âge des candidates à 10 ans, ce qui a pu inclure les femmes jusqu'à 39 ans.
Leonie Charlotte Von Hase, maman d'un garçon, entrepreneuse de 35 ans, a été élue Miss Allemagne le 15 février 2020 à Europa-Park, à Rust.

## Historique
Par le passé, il y avait de nombreuses organisations qui revendiquaient le titre : en 1920 déjà, la juridiction allemande a décidé que le titre Miss Germany ne pourrait pas être déposé, ainsi n'importe qui pouvait organiser un concours et appeler la gagnante Miss Germany. Une décision identique a été prise en 1982. En conséquence, ce titre a pu être porté par des gagnantes de concours distincts au cours de la même année (en 1928, 1931, 1953 et 1982). En 1953, l'organisateur et principal sponsor des concours de Miss, la société Opal, a acquis les franchises internationales sur les titres de Miss Europe, Miss Monde et Miss Univers, construisant ainsi une sorte de monopole : les autres promoteurs ne pouvant plus présenter leurs lauréates à ces compétitions internationales, supprimant une grande partie de leur intérêt. L'élection de Heidi Krüger par le journal Hamburger Morgenpost est resté une exception pendant de longues années.
Après la banqueroute de la compagnie Opal, une période de déclin a suivi, en l'absence de sponsor fort. Les membres de la "révolution de 1968" et les féministes se sont mobilisés contre ces "inspections de viande". L'intérêt du public est retombé. La franchise internationale détenue par Opal est devenue vacante. Aucune organisation d'influence ne s'est manifestée avant la fin des années 1970. En 1979, le concours s'est déroulé en direct à la télévision allemande pour la première fois. En 1982, un rival s'est présenté pour organiser cet évènement après une longue période vacante.
Depuis 1985, au moins deux organisations se disputent le privilège d'élire Miss Allemagne.

### Miss Germany
La MGC (Miss Germany Corporation, Oldenburg) de Horst Klemmer et de son fils Ralf, envoie ses lauréates aux concours Miss Monde et Queen of the World. À la suite de la tentative échouée en 1982, ni la MGC ni une autre organisation n'a pu protéger le titre. Ce n'est qu'en 1999 que la MGC a pu déposer la marque à l'Office d'harmonisation du marché international à Alicante (Espagne).
À partir de 2000, les autres concours (ainsi que les organisations organisatrices) ont dû porter un nom différent.

### Miss Deutschland
La Miss Germany Company a présenté des Miss de 1985 à 1991, dont Susanne Petry, Miss Europe en 1991.
À partir de 1991 apparait MGA (Miss Germany Association, Bergheim proche de Cologne), de Detlef Tursies, qui présente une Miss Germany. La MGA est peut-être le successeur du précédent, la Miss Germany Company. Les gagnantes participent à Miss Univers, Miss Terre, Miss International, Miss Europe, et Miss Intercontinental. En 1999, MGA se transforme en MGO (Miss Germany Organisation). À partir de 2000, ils nomment leur gagnante Miss Deutschland, et changent leur nom de nouveau : MGO - Komitee Miss Deutschland. De plus, ils asseyent leur légitimité par les franchises internationales mentionnées ci-dessus.

### Autres concours
Juste avant que le titre ne soit déposé, en 1999, la situation est encore plus confuse.
- Une troisième Miss Germany apparait : Yvonne Wölke, de Berlin.

À l'automne 1999, deux autres organisations présentent des concours pour 2000 :
- Model of Germany Productions à Mainz-Kastel présente une Miss Germany no 4
- La MGF (Miss Germany Foundation, Barby) à Magdeburg, éli Miss Millennium Deutschland. À partir de 2001, elle sera appelée Princess of Germany

## Interférences historiques
Au cours de l'ère nazie, aucun concours de beauté n'a été organisé. Le gouvernement nazi les a interdit pour « décadence judéo-bolchevique », et publiait à la place les élections (locales) de Reines de Moisson, de Fleur et de Vin. Le gouvernement a interdit à Charlotte Hartmann de participer au concours de Miss Europe à Paris. Elle avait été élue quelques jours avant la prise de pouvoir nazie. Elle a néanmoins participé secrètement à l'élection. En substitution, le territoire de la Sarre, gouverné par la Société des Nations, a choisi des Miss habilités à voyager aux compétitions internationales.
En Allemagne de l'Est, les concours de beauté ont aussi été interdits pour le motif suivant : « dégradation et exploitation des femmes par le capitalisme ». Malgré cela, à partir de la seconde moitié de 1980, des élections ont eu lieu à Berlin-Est, dissimulés sous l'appellation « évènements culturels ». Les gagnantes recevaient comme prix un bouquet de fleurs et un gâteau. En 1990, la MGC (voir ci-dessus) a organisé la seule et unique élection officielle de Miss DDR. La gagnante Leticia Koffke est devenue quelques mois plus tard Miss Allemagne.
De 1971 à 1978, en l'absence d'élection nationale, les Miss présentes aux concours internationaux étaient tirées au sort parmi les gagnantes régionales sauf 1971 où Irene Neumann, élue en 1970, a été reconduite pour un an.

## Gagnantes

### Avant la Seconde Guerre mondiale
| Année | Nom                       | Lieu d'élection |
| ----- | ------------------------- | --------------- |
| 1927  | Hildegard Quandt          | Berlin          |
| 1928  | Hella Hoffmann            | Berlin          |
| 1928  | Margarete Grow            | Berlin          |
| 1929  | Elisabeth Rodzyn          | Berlin          |
| 1930  | Dorit Nitykowski          | Berlin          |
| 1931  | Ruth Ingrid Richard       | Berlin          |
| 1931  | Daisy D'ora               | Berlin          |
| 1932  | Liselotte de Booy-Schulze | Berlin          |
| 1933  | Charlotte Hartmann        | Berlin          |

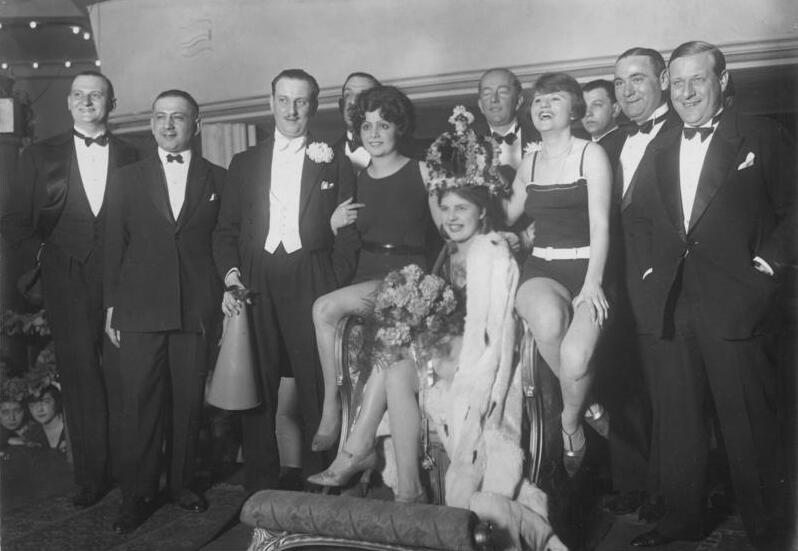
Hildegard Quandt lors de la première élection en 1927.

Notes: Daisy d’Ora était un pseudonyme. Le vrai nom de la gagnante de 1931 était Daisy, Baronesse von Freyberg.
– En 1935, Elisabeth Pitz de Saarbourg participa au concours Miss Europe à Paris pour représenter l'Allemagne juste avant la Seconde Guerre mondiale, mais elle n'était pas Miss Germany.

### de 1949 à 1984
| Année     | Nom                    | Région de qualification  | Lieu d'élection                                               |
| --------- | ---------------------- | ------------------------ | ------------------------------------------------------------- |
| 1949      | Inge Löwenstein        | ?                        | Bad Homburg                                                   |
| 1950      | Susanne Erichsen       | Miss Schleswig-Holstein  | Baden-Baden                                                   |
| 1951      | Vera Marks             | ?                        | Baden-Baden                                                   |
| 1952      | Renate Hoy             | ?                        | Baden-Baden                                                   |
| 1953      | Christel Schaack       | ?                        | Wiesbaden                                                     |
| 1953-1954 | Heidi Krüger           | ?                        | Hamburg                                                       |
| 1954      | Regina Ernst           | ?                        | Baden-Baden                                                   |
| 1955      | Margit Nünke           | Miss Nordrhein-Westfalen | Baden-Baden                                                   |
| 1956      | Marina Orschel         | Miss Berlin              | Baden-Baden                                                   |
| 1957      | Gerti Daub             | Miss Hamburg             | Baden-Baden                                                   |
| 1958      | Marlies Behrens        | Miss Bayern              | Baden-Baden                                                   |
| 1959      | Carmela Künzel         | Miss Berlin              | Baden-Baden                                                   |
| 1960      | Ingrun Helgard Moeckel | Miss Rheinland           | Baden-Baden                                                   |
| 1961      | Marlene Schmidt        | Miss Baden-Württemberg   | Baden-Baden                                                   |
| 1962      | Gisela Karschuck       | Miss Hessen              | Travemünde                                                    |
| 1963      | Helga Carla Ziesemer   | Miss Bayern              | Travemünde                                                    |
| 1964      | Martina Kettler        | Miss Berlin              | Berlin                                                        |
| 1965      | Ingrid Bethke          | Miss Nordrhein-Westfalen | Berlin                                                        |
| 1966      | Marion Heinrich        | Miss Nordrhein-Westfalen | Berlin                                                        |
| 1967      | Fee von Zitzewitz      | Miss Schleswig-Holstein  | Berlin                                                        |
| 1968      | Lilian Atterer         | Miss Bayern              | Munich                                                        |
| 1969      | Gesine Froese          | Miss Bayern              | Munich                                                        |
| 1970      | Irene Neumann          | ?                        | San Juan (Puerto Rico)                                        |
| 1971      | Irene Neumann          | —                        | Titre prolongé d'une année faute d'élection                   |
| 1972      | Heidi Weber            | Miss Bayern              | tirée au sort parmi les gagnantes régionales faute d'élection |
| 1973      | Ingeborg Martin        | ?                        | Munich                                                        |
| 1974      | Monja Bageritz         | Miss Rheinland           | tirée au sort parmi les gagnantes régionales faute d'élection |
| 1975      | Marina Langner         | ?                        | tirée au sort parmi les gagnantes régionales faute d'élection |
| 1976      | Monika Schneeweis      | ?                        | Baden-Baden                                                   |
| 1977      | Dagmar Winkler         | Miss Bayern              | Baden-Baden                                                   |
| 1978      | Monika Greis           | Miss Süddeutschland      | tirée au sort parmi les gagnantes régionales faute d'élection |
| 1979      | Andrea Hontschik       | Miss Berlin              | Bremen, Studio Radio Bremen                                   |
| 1980      | Gabriella Brum         | Miss Berlin              | Berlin                                                        |
| 1981      | Marion Kurz            | Miss Bayern              | Munich                                                        |
| 1982      | Kerstin Paeserack      | Miss Niedersachsen       | Palma de Mallorca (Spain)                                     |
| 1982      | Monika Baier           | ?                        | Nuremberg                                                     |
| 1983      | Loana Radecki          | Miss Berlin              | Badgastein (Austria)                                          |
| 1984      | Brigitte Berx          | Miss Nordrhein-Westfalen | Bad Mondorf (Luxembourg)                                      |

Note: En 1979, l'élection de Miss Germany est diffusée à la télévision allemande pour la première fois.

### À partir de 1985: MGC - Miss Germany Corporation GmbH (Oldenburg)
| Année     | Nom                   | Région de qualification  | Lieu d'élection             |
| --------- | --------------------- | ------------------------ | --------------------------- |
| 1985-1986 | Patricia Patek        | Miss Hessen              | Wangerooge                  |
| 1986-1987 | Anja Hörnich          | Miss Saarland            | Oberstdorf                  |
| 1987-1988 | Susann Stoss          | Miss Rheinland-Pfalz     | Bonn - Bad Godesberg        |
| 1988-1989 | Nicole Reinhardt      | Miss Baden-Württemberg   | Cologne                     |
| 1989-1990 | Claudia Weins         | Miss Nordrhein-Westfalen | Schwäbisch-Gmünd            |
| 1990-1991 | Leticia Koffke        | Miss Brandenburg         | Wesseling (près de Cologne) |
| 1991-1992 | Ines Kuba             | Miss Berlin              | Oldenburg                   |
| 1992-1993 | Astrid Kuhlmann       | Miss Bayern              | Berlin                      |
| 1993-1994 | Cornelia Oehlmann     | Miss Baden-Württemberg   | Hanover                     |
| 1994-1995 | Beate Almer           | Miss Bayern              | Cologne                     |
| 1996      | Yasemin Mansoor       | Miss Berlin              | Berlin                      |
| 1997      | Sabrina Paradies      | Miss Norddeutschland     | Berlin                      |
| 1998      | Michalina Koscielniak | Miss LR-Kosmetik         | Berlin                      |
| 1999      | Alexandra Philipps    | Miss Süddeutschland      | Berlin                      |
| 2000      | Sandra Hoffmann       | Miss Mitteldeutschland   | Berlin                      |
| 2001      | Mirjana Bogojevic     | Miss Hamburg             | Berlin                      |
| 2002      | Katrin Wrobel         | Miss Berlin              | Berlin                      |
| 2003      | Babett Konau          | Miss Schleswig-Holstein  | Rust (près de Freiburg)     |
| 2004      | Claudia Hein          | Miss Nordrhein-Westfalen | Rust (près de Freiburg)     |
| 2005      | Antonia Schmitz       | Miss Nordrhein-Westfalen | Rust (près de Freiburg)     |
| 2006      | Isabelle Knispel      | Miss Berlin              | Rust (près de Freiburg)     |
| 2007      | Nelly Marie Bojahr    | Miss T-Online            | Rust (près de Freiburg)     |
| 2008      | Kim-Valerie Voigt     | Miss Norddeutschland     | Rust (près de Freiburg)     |
| 2009      | Doris Schmidts        | Miss Baden-Württemberg   | Rust (près de Freiburg)     |
| 2010      | Anna Lulia Hagen      | Miss Berlin              | Rust (près de Freiburg)     |
| 2011      | Anne-Kathrin Kosch    | Miss Thüringen           | Rust (près de Freiburg)     |
| 2012      | Isabel Gülck          | Miss Ashampoo            | Rust (près de Freiburg)     |

### 1985-1991: Miss Germany Company
| Année     | Nom                | Région de qualification  |
| --------- | ------------------ | ------------------------ |
| 1985      | Anke Symkowitz     | Miss Baden-Württemberg   |
| 1986      | Birgit Jahn        | Miss Bayern              |
| 1986-1987 | Dagmar Schulz      | Miss Nordrhein-Westfalen |
| 1987-1988 | Christiane Kopp    | Miss Berlin              |
| 1988-1989 | Andrea Stelzer     | Miss Bayern              |
| 1989-1990 | Christiane Stöcker | Miss Hessen              |
| 1990-1991 | Susanne Petry      | Miss Saarland            |
| 1991-1992 | Monika Resch       | Miss Thüringen           |

### 1991-1999: MGA - Miss Germany Association GmbH (Bergheim près de Cologne)
| Année | Nom              | Région de qualification | Lieu d'élection |
| ----- | ---------------- | ----------------------- | --------------- |
| 1991  | Petra Hack       | ?                       | ?               |
| 1992  | Meike Schwartz   | ?                       | ?               |
| 1993  | Verona Feldbusch | Miss Hamburg            | Bremen          |
| 1994  | Tanja Wild       | Miss Baden-Württemberg  | ?               |
| 1995  | Ilka Endres      | Miss Rheinland-Pfalz    | ?               |
| 1996  | Miriam Ruppert   | Miss Arabella TV        | ?               |
| 1997  | Nadine Schmidt   | Miss Rheinland-Pfalz    | ?               |
| 1998  | Katharina Mainka | Miss Rheinland-Pfalz    | Trier           |
| 1999  | Diana Drubig     | Miss Sachsen            | Trier           |

### 1999-2000: Autres organisations
| Année | Nom          | Région de qualification | Compagnie                    |
| ----- | ------------ | ----------------------- | ---------------------------- |
| 1999  | Yvonne Wölke | Berlin                  | Rolf Eden                    |
| 2000  | Sonja Strobl | Mainz-Kastel            | Model of Germany Productions |

Notes : Yvonne Wölke devint Miss Berlin et participa à Miss Deutschland en 2002. - Le concours et le titre Model of Germany Productions Ont dû être renommés Model of Germany.

## Concours avec d'autres noms
Pour les concours suivants, seul Miss Deutschland est reconnu. En métropole, il n'a pas le même prestige que Miss Germany, mais pour compenser cela, l'élection est placée quelques semaines plus tôt.
Les autres évènements ne sont pas complets, ni suivis. Leur présence démontre si besoin que malgré le dépôt officiel du nom "Miss Germany" en 2000, la situation n'est toujours pas claire.

### Miss Deutschland à partir de 2000: MGO - Komitee Miss Deutschland (Bergheim près de Cologne)
| Année | Nom                   | Région de qualification  | Lieu de l'élection |
| ----- | --------------------- | ------------------------ | ------------------ |
| 2000  | Sabrina Schepmann     | Miss Ostdeutschland      | Kaiserslautern     |
| 2001  | Claudia Bechstein     | Miss Thüringen           | Kaiserslautern     |
| 2002  | Natascha Börger       | Miss Hamburg             | Kaiserslautern     |
| 2003  | Alexandra Vodjanikova | Miss Bayern              | Bielefeld          |
| 2004  | Shermine Shahrivar    | Miss Süddeutschland      | Duisburg           |
| 2005  | Asli Bayram           | Miss Nordrhein-Westfalen | Aachen             |
| 2006  | Daniela Domröse       | Miss Bayern              | Krefeld            |
| 2007  | Svetlana Tsys         | Miss Ostdeutschland      | Hurghada (Egypt)   |

### Model of Germanyà partir de 2000: Model of Germany Productions (Stuttgart)
| Année | Nom              | Région de qualification | Lieux de l'élection |
| ----- | ---------------- | ----------------------- | ------------------- |
| 2000  | Sonja Strobl     | Saarland Model          | Mainz-Kastel        |
| 2001  | Slata Hellmann   | Thüringen Model         | ?                   |
| 2002  | Pamela Schneider | Berlin Model            | ?                   |
| 2003  | Kristin Wünsche  | Mitteldeutschland Model | ?                   |
| 2004  | (pas d'élection) |                         |                     |
| 2005  | Yvonne Maier     | Baden-Württemberg Model | ?                   |

Note : La première gagnante fut appelée Miss Germany mais son titre fut changé à portériori.

### Miss World Germany: MGC
| Anéne | Nom             |
| ----- | --------------- |
| 1992  | Carina Jope     |
| 1993  | Petra Klein     |
| 1994  | Marte Helberg   |
| 1995  | Isabell Brauer  |
| 1996  | Melanie Ernst   |
| 1997  | Katja Glawe     |
| 1998  | Sandra Ahrabian |
| 1999  | Susan Hoecke    |

### German Miss World: MGC
| Année     | Nom            |
| --------- | -------------- |
| 2000-2001 | Natascha Berg  |
| 2000-2002 | Adina Wilhelmi |

### Reine de beauté d'Allemagne: MGC
| Année | Nom            |
| ----- | -------------- |
| 2000  | Agnes Glowacki |

### Reine de beauté d'Allemagne: BQOG-Management
| Année     | Nom            |
| --------- | -------------- |
| 2004-2005 | Nadine Trompka |

### Reine d'Allemagne: MGC
| Année | Nom                 |
| ----- | ------------------- |
| 1999  | Julienne Grötsch    |
| 2000  | (Pas d'élection)    |
| 2001  | ?                   |
| 2002  | Claudia Grohmann    |
| 2003  | Melanie Eder        |
| 2004  | Ann-Cathrin Schmidt |

### Reine d'Allemagne: QGE - Queen of Germany Entertainment (Neuhardenberg, près de Frankfurt/Oder)
| Année     | Nom               |
| --------- | ----------------- |
| 2000      | Yvetta Leogrande  |
| 2001-2004 | ?                 |
| 2005      | Stephanie Schießl |
| 2006      | Alis Scharkoi     |

### Miss Millennium Deutschland: MGF - Miss Germany Foundation (Barby, Sachsen-Anhalt)
| Année | Nom          |
| ----- | ------------ |
| 2000  | Nadin Becker |

### Princesse d'Allemagne: Princess Entertainment & Media Group (Barby, Sachsen-Anhalt)
| Année | Nom               |
| ----- | ----------------- |
| 2001  | Mirjana Bogojevic |
| 2002  | Nicole Kratochvil |
| 2003  | Katrin Reimann    |
| 2004  | Josephina Balasus |

Princess Entertainment a succédé à MGF (renommé à la suite du dépôt de la marque Miss Germany). – Les concours se sont concentrés sur les Länders de l'est.
Note : Mirjana Bogojevic a été élue également Miss Germany par la MGC en 2001.

### Top Model of Germany: MGA/MGO Komitee Miss Deutschland (Bergheim près de  Cologne)
| Année     | Nom           |
| --------- | ------------- |
| 1993-1999 | ?             |
| 2000      | Heike Schmidt |

### Top Model of Germany: Yet-Set Corporation (Cologne)
| Année     | Nom           |
| --------- | ------------- |
| 2001      | Daniela Dürr  |
| 2002-2004 | ?             |
| 2005      | Sarah Zöllner |

Ce concours été subventionné par MGA et MGO de 1993 à 2000. En 2001, Yet-Set Corporation à Cologne a déposé la marque.

### Miss Allemagne: Yet-Set Corporation (Cologne)
Pour ce concours, Yet-Set corporation à aussi protégé le titre en 2001. Les informations sur ce concours sont faibles, il semble que Jennifer Dietrich et Eileen Bali ont été élues toutes deux en 2001, et que le concours de 2003 (gagnante inconnue) a été le dernier.

## Concours en Allemagne de l'Est
Miss DDR et prédécesseurs (1986-1988 évènements privés, 1990 MGC)
| Année | Nom              | Lieu de l'élection | Titre                          |
| ----- | ---------------- | ------------------ | ------------------------------ |
| 1986  | Katrin Gawenda   | Berlin             | Miss Frühling (Miss Printemps) |
| 1987  | Cornelia Franzke | Berlin             | Miss Frühling (Miss Printemps) |
| 1988  | Gabi Kirmihs     | Berlin             | Miss Sommer (Miss Été)         |
| 1990  | Leticia Koffke   | Schwerin           | Miss DDR                       |

Note : Leticia Koffke a ensuite été élue Miss Germany.

## Miss Allemagne
| Année | Nom                       | Lieu de l'élection           |
| ----- | ------------------------- | ---------------------------- |
| 2024  | Apameh Schönauer          | Europa-Park, Rust, Allemagne |
| 2023  | Kira Geiss                | Europa-Park, Rust, Allemagne |
| 2022  | Domitila Barros (pt)      | Europa-Park, Rust, Allemagne |
| 2021  | Anja Kallenbach           | Europa-Park, Rust, Allemagne |
| 2020  | Leonie Charlotte Von Hase | Europa-Park, Rust, Allemagne |
| 2019  | Nadine Berneis            | Europa-Park, Rust, Allemagne |
| 2018  | Anahita Rehbein           | Europa-Park, Rust, Allemagne |
| 2017  | Soraya Kohlmann           | Europa-Park, Rust, Allemagne |
| 2016  | Lena Bröder               | Europa-Park, Rust, Allemagne |
| 2015  | Olga Hoffmann             | Europa-Park, Rust, Allemagne |
| 2014  | Josefin Donat             | Europa-Park, Rust, Allemagne |
| 2013  | Caroline Noeding          | Europa-Park, Rust, Allemagne |
| 2012  | Isabel Gülck              | Europa-Park, Rust, Allemagne |
| 2011  | Anne Kathrin Kosch        | Europa-Park, Rust, Allemagne |
| 2010  | Anne Julia Hagen          | Europa-Park, Rust, Allemagne |

À la suite d'un changement des règles d'admission au concours, les concurrentes plus âgées et non célibataires peuvent concourir depuis 2020. La gagnante de l'édition 2020 Leonie Charlotte Von Hase est justement âgée de 35 ans et maman d'un petit garçon lors de son éléction.

## Titres aux compétitions internationales

### Miss Monde
- 1956 : Petra Schürmann
- 1980 : Gabriella Brum

Notes : Petra Schürmann était deuxième dauphine de Miss Germany mais a été présentée pour ses meilleures connaissance de l'anglais. – Gabriella Brum a été démise de son titre quelques jours après son élection. La raison officielle est que son petit ami ne supportait pas ses nouvelles obligations, la raison officieuse est certainement l'existence de photos de nue d'elle.

### Miss Univers
- 1961 : Marlene Schmidt

### Miss International
- 1965 : Ingrid Finger
- 1989 : Iris Klein

### Miss Intercontinental
- 1992 : Susanne Petry
- 1993 : Verona Feldbusch
- 2000 : Sabrina Schepmann

Note : Sabrina Schepmann ne provient pas de Miss Germany mais de  Miss Deutschland.

### Reine du Monde
- 1988 : Susann Stoss
- 1992 : Ines Kuba
- 1996 : Yasemin Mansoor

### Miss Europe
- 1954 : Christel Schaack
- 1956 : Margit Nünke
- 1961 : Ingrun Helgard Moeckel
- 1965 : Juliane Herm
- 1972 : Monika Sarp
- 1991 : Susanne Petry
- 2005 : Shermine Shahrivar

Note : Christel Schaack a été disqualifiée car elle était veuve - Susanne Petry a été disqualifiée - Sherminie Shahrivar ne provient pas de Miss Germany mais de  Miss Deutschland.

## Sources
- (en) Cet article est partiellement ou en totalité issu de l’article de Wikipédia en anglais intitulé « Miss Germany » (voir la liste des auteurs).
- Veit Didczuneit, Dirk Külow:  Miss Germany. Die deutsche Schönheitskönigin. S & L MedienContor, Hamburg, 1998;  (ISBN 3-931962-94-6) (German)
- For Miss Germany Company: http://www.jimmyspageantpage.com/germany.html
- Former Website of MGA - Miss Germany Association: http: //www. missgermany. cmsonline. de (German)